# Serjania morii
Serjania morii är en kinesträdsväxtart som beskrevs av P. Acevedo-rodríguez. Serjania morii ingår i släktet Serjania och familjen kinesträdsväxter. Inga underarter finns listade i Catalogue of Life.